# ピン級
ピン級（ピンきゅう、英: pin weight）は、アマチュアのボクシング・ムエタイなどの階級のひとつ。文字通り、虫ピン・安全ピンなどの「ピン」にちなむ。

## ボクシング
ピン級はアマチュアボクシングにおける実質最軽量階級だが、出場権利はジュニアの部（15歳以上16歳以下、国内は15歳以上18歳未満）のみとなっており、シニアの部（17歳以上34歳以下）においての最軽量級はライトフライ級である。契約ウェートは46kg以下となっている。なお、JABF公式試合としてはインターハイでは当初より、高校選抜（ジュニアオリンピック）では2012年より、国体少年の部では2014年よりそれぞれ実施。
国内男子では2009年までモスキート級（英: mosquito weight）と呼ばれ、契約ウェートは45kg以下であった。「モスキート」とは「蚊」の意味である。2010年4月の階級再編に伴い、国内男子ジュニアもピン級へ統一されることになった。
一方、女子ピン級は2009年まで年齢制限はなかった。JABF公認前の女子アマチュアではリトルフライ級と呼んでいた。
プロボクシングの世界王座経験者では具志堅用高、友利正、大橋秀行、八重樫東らが旧モスキート級で全日本高校チャンピオン、鬼塚隆（現・鬼塚勝也）が福岡県高校チャンピオンとなっている。オリンピック代表選手では佐々木忠広が全日本高校チャンピオンに輝いている。
日本人女子世界王者では小関桃、富樫直美がこの階級で日本チャンピオンになった経験がある。

## ムエタイ
アマチュアムエタイにもピン級が存在するが、この下に「コットン級」(38 - 40kg) と「ペーパー級」(40 - 42kg) が存在する。